# Clemente Ascanio Sandri Trotti
Clemente Ascanio Sandri Trotti (? – 20 aprile 1675) è stato un vescovo cattolico italiano.

## Biografia
Figlio del governatore di Fossano il conte Odino Maria Sandri Trotti (*? †1644), il cui fratello, Federico, fu anch'egli vescovo di Fossano, nacque da un ramo cadetto, i Sandri Trotti appunto, della famiglia nobile alessandrina dei Trotti. Un avo di Clemente Ascanio, Giovanni Trotti, si trasferì nel 1250 a Fossano ed aggiunse al proprio cognome anche Alessandria come città di provenienza. Col tempo mutò in Sandri il quale venne ora anteposto ora posposto al cognome Trotti. Si stabilì infine in Sandri Trotti.
Fu nominato vescovo di Fossano l'8 luglio 1658, durante il pontificato di papa Alessandro VII. Il 28 luglio 1658 ricevette la consacrazione episcopale dal cardinale Antonio Barberini, arcivescovo di Reims, con Giovanni Battista Scanaroli, vescovo titolare di Sidone, e Lorenzo Gavotti, già vescovo di Ventimiglia, in qualità di co-consacranti. Fu vescovo di Fossano fino alla sua morte, avvenuta il 20 aprile 1675.

## Genealogia episcopale
La genealogia episcopale è:
- Cardinale Scipione Rebiba
- Cardinale Giulio Antonio Santori
- Cardinale Girolamo Bernerio, O.P.
- Arcivescovo Galeazzo Sanvitale
- Cardinale Ludovico Ludovisi
- Cardinale Luigi Caetani
- Vescovo Giovanni Battista Scanaroli
- Cardinale Antonio Barberini, O.S.Io.Hieros.
- Vescovo Clemente Ascanio Sandri Trotti